# Raniero d’Elci
Rainiero d’Elci (ur. 7 marca 1670, zm. 22 czerwca 1761) – włoski kardynał.

## Życiorys
Pochodził z Florencji, z rodziny hrabiów d’Elci. W 1695 ukończył studia na uniwersytecie w Sienie z tytułem doktora obojga praw. Od 1700 roku działał w Kurii Papieskiej m.in. jako wicelegat w Romanii i Awinionie, gubernator Fano i Recanati oraz referendariusz Sygnatury Apostolskiej. W latach 1711–16 był inkwizytorem na Malcie. W listopadzie 1730 mianowano go tytularnym arcybiskupem Rodi, a w styczniu 1731 nuncjuszem apostolskim w Paryżu. Funkcję tę sprawował przez ponad 7 lat, a więc stosunkowo długo. W grudniu 1737 papież Klemens XII mianował go kardynałem prezbiterem tytułu S. Sabinae, jednak nominacja ta została ogłoszona dopiero pół roku później. Arcybiskup Ferrary 1738–40. Uczestniczył w konklawe 1740, krótko po nim został mianowany legatem w Ferrarze. W kwietniu 1747 został wybrany kamerlingiem Świętego Kolegium (był nim do stycznia 1748) i kardynałem biskupem Sabiny. Następnie został biskupem Porto e Santa Rufina (w kwietniu 1753). 12 stycznia 1756 uzyskał promocję do diecezji Ostia e Velletri. Jako dziekan Kolegium Kardynalskiego przewodniczył konklawe 1758 roku. Zmarł w Rzymie wieku 90 lat.